# 크라어파
크라어파(Kra) 또는 카다이어파(Kadai)는 크라다이어족의 분파로, 중국 남부의 구이저우성, 광시성, 윈난성과 베트남 북부의 하장성에 걸쳐 분포하는 몇가지 소수 언어들로 이루어진다.

## 명칭
이전에는 Benedict (1942)가 흘라이어파와 함께 묶어 사용한 "카다이어파"(Kadai)라는 명칭이 쓰였다. 크라(Kra)라는 명칭은 Ostapirat (2000)가 재구한 크라조어에서 "사람"을 뜻하는 *kraC에서 따온 것으로, 크라다이어족이라는 명칭도 같은 데서 제시되었다. 크라어파를 독자적인 어군으로 처음 인지한 것은 Liang (1990)인데, 그는 거라오(仡佬)의 "거"와 부양(布央)의 "양"을 합하여 거양(仡央)어파라고 이름 붙였고 현재도 중국 학계에서는 이 명칭이 쓰이고 있다.

## 언어
크라어파 소속 언어의 화자는 다 합쳐 2만 명 남짓이다. 이중 언어 구사자가 흔한데, 예를 들어 부양어 화자는 많은 경우 좡어도 구사한다. 베트남에서는 꺼라오족, 라찌족, 라하족, 뿌빼오족(까뱌오족)이 공인된 소수민족이나, 중국에서는 거라오족(꺼라오족)만이 공인되어 있고 나머지 크라계 민족들은 좡족, 부이족, 이족, 한족 등으로 분류되어 있다.
그 분포는 구이저우성 서부에서 시작하여 광시성과 윈난성 일부 지역을 거쳐 북베트남 하장(Hà Giang)성에 이르기까지 남서쪽 방향으로 길쭉하게 분포해 있어 언어학자 Jerold A. Edmondson은 이를 두고 "언어 회랑"이라고 표현했다.
- 서부
  - 라찌어(Lachi, 拉基, La Chí)
  - 꺼라오어(Gelao, 仡佬, Cờ Lao)
  - 라하어(Laha, 拉哈, La Ha)
- 동부
  - 부양어(Buyang, 布央)
  - 까뱌오어(Qabiao, 普标)
  - 엔어(En, Nùng Vên)